# Supreme
«Supreme» es una canción de Robbie Williams presentada en el año 2000 como el tercer sencillo de su álbum Sing When You're Winning. Está basada en el clásico de Gloria Gaynor I Will Survive porque, según Robbie Williams, al estar de viaje en Suiza, cuando se aproximaba el nuevo milenio, los turistas, a pesar de que ninguno hablara la misma lengua,  todos tarareaban el fragmento instrumental de cuerda de I Will Survive. La parte con instrumento de cuerda es, originalmente, de la película dirigida por José Giovanni Dernier domicile connu (El último domicilio conocido) protagonizada por Lino Ventura y Marlène Jobert.

## Video musical
El videoclip de «Supreme», titulado «Gentlemen Racers» tal y como se ve en los créditos de apertura, es un tributo al expiloto británico de Fórmula 1 Jackie Stewart. Williams representa al personaje ficticio Bob Williams, un piloto rival que compite para el Campeonato Mundial de Fórmula 1.
El video incluye material grabado de Stewart con Williams insertado digitalmente en muchas escenas, lo que crea una ilusión casi perfecta de uno contra uno a la conquista del título. El videoclip, hace un uso extensivo de la técnica de la pantalla partida, tal y como se solía hacer en las películas de la década de 1960 y de 1970. A las escenas con Robbie Williams se les dio un toque amarillento, una textura de imagen borrosa en el proceso de edición para concordar con la descolorida visión de la época.

## Listas
La canción fue otro éxito masivo para Williams —consiguió para estar entre las diez primeras en el Reino Unido, Suiza, Austria, Nueva Zelanda y en otros países. La canción se grabó en francés y se publicó en Francia alcanzando el número doce y quedándose treinta y cuatro semanas en la lista de éxitos francesa, consiguiendo en Certificado de Oro otorgado por SNEP.

## Versión francesa
Existe una versión de la canción completamente en francés (excepto por el rap de Robbie) en el álbum Sing When You're Winning. La versión francesa aparece en lugar de la original en inglés en su compilación Greatest Hits.

## Formatos y listas de canciones
Estos son los formatos y las listas de canciones de la publicación del sencillo "Supreme".
Reino Unido CD1
(Publicado el 11 de diciembre de 2000)
1. «Supreme» - 4:17
2. «Don't Do Love»- 4:56
3. «Come Take Me Over» - 4:13
4. «Supreme» [Live at the Manchester Arena - Enhanced Video]

Reino Unido CD2
(Publicado el 11 de diciembre de 2000)
1. «Supreme» - 4:17
2. «United» - 5:56
3. «Supreme» [Live at the Manchester Arena] - 4:20
4. «Supreme» [Live at the Manchester Arena - Enhanced Video]

Francés CD
(Publicado el 4 de diciembre de 2000)
1. «Supreme» - 4:17
2. «Supreme» [French Version] - 4:16
3. «Supreme» [French Radio Mix]- ?:??

Australiano CD1
(Publicado el 19 de marzo de 2001)
1. «Supreme» - 4:17
2. «United» - 5:56
3. «Supreme» [Live at the Manchester Arena] - 4:20
4. «Don't Do Love» - 4:56
5. «Come Take Me Over» - 4:13

Australiano CD2
(Publicado el 21 de mayo de 2001 - Limitada a 10 000 copias, "Supreme Hits")
1. «Supreme» - 4:17
2. Kids featuring Kylie Minogue - 4:44
3. «Rock DJ» - 4:17

## Premios y ventas
| País    | Premio (si hay alguno) | Ventas   |
| ------- | ---------------------- | -------- |
| Francia | Plata                  | 100 000+ |

## Posicionamiento en listas
| Lista (2000)                     | Posición |
| -------------------------------- | -------- |
| Lista de éxitos de Letonia       | 1        |
| Lista de éxitos de Austria       | 3        |
| Lista de éxitos de Nueva Zelanda | 3        |
| Lista de éxitos de Suiza         | 4        |
| Lista de éxitos del Reino Unido  | 4        |
| Lista de éxitos de México        | 6        |
| Lista de éxitos de Argentina     | 9        |
| Lista de éxitos de Noruega       | 11       |
| Lista de éxitos de Francia       | 12       |
| Lista de éxitos de Australia     | 14       |
| Lista de éxitos de Alemania      | 14       |
| Lista de éxitos de Suecia        | 14       |
| Lista de éxitos de Holanda       | 16       |
| Lista de éxitos de Finlandia     | 16       |